# Stanisław Zieliński (ornitolog)
Stanisław Zieliński (ur. 18 sierpnia 1893 w Golianach koło Grójca, zm. 20 stycznia 1961 w Warszawie) – polski ornitolog amator, kustosz Muzeum Łowieckiego w Warszawie.

## Życiorys
Ukończył gimnazjum Rontalera w Warszawie, następnie kurs rolniczy przy Studium Rolniczym Uniwersytetu Jagiellońskiego. Zawodowo związany był z rolnictwem, a amatorsko – z łowiectwem i ornitologią. Od 1931 tworzył kolekcję ptaków krajowych, mając w zbiorach okazy z Lubelszczyzny, Pomorza, Karpat, Wołynia, Podola, Wileńszczyzny, w tym okaz niezmiernie rzadkiego w Polsce trznadla czarnogłowego. Od 1937 prowadził prywatne muzeum ornitologiczne w Turowicach koło Grójca. Współpracował ze Stacją Ornitologiczną Państwowego Muzeum Zoologicznego przy obrączkowaniu ptaków. Z jego zbiorów korzystali m.in. znani ornitolodzy Andrzej Dunajewski i Janusz Domaniewski.
Po II wojnie światowej Zieliński pracował jako kustosz w Muzeum Łowieckim w Warszawie. Do placówki tej trafiła część jego zbiorów, druga część znalazła się w posiadaniu Instytutu Zoologii Polskiej Akademii Nauk; w archiwum Instytutu pozostał także notatnik polowy Zielińskiego. Zieliński ogłosił kilka artykułów na łamach "Łowca Polskiego", m.in. O preparowaniu ptaków (1955). Zmarł 20 stycznia 1961 w Warszawie.